# Belenois diminuta
Belenois diminuta är en fjärilsart som beskrevs av Butler 1894. Belenois diminuta ingår i släktet Belenois och familjen vitfjärilar. Inga underarter finns listade i Catalogue of Life.